# Jysk
Die Jysk Holding A/S (Eigenschreibweise JYSK; deutschsprachige Aussprache Jüsk [ˈjysɡ̊]) ist eine weltweit tätige dänische Handelskette mit Sitz im Aarhuser Stadtteil Brabrand, die unter anderem Bettzeug, Möbel und Einrichtungsgegenstände verkauft. In Deutschland und Österreich wurde Jysk unter ihrer früheren Marke Dänisches Bettenlager bekannt.

## Geschichte

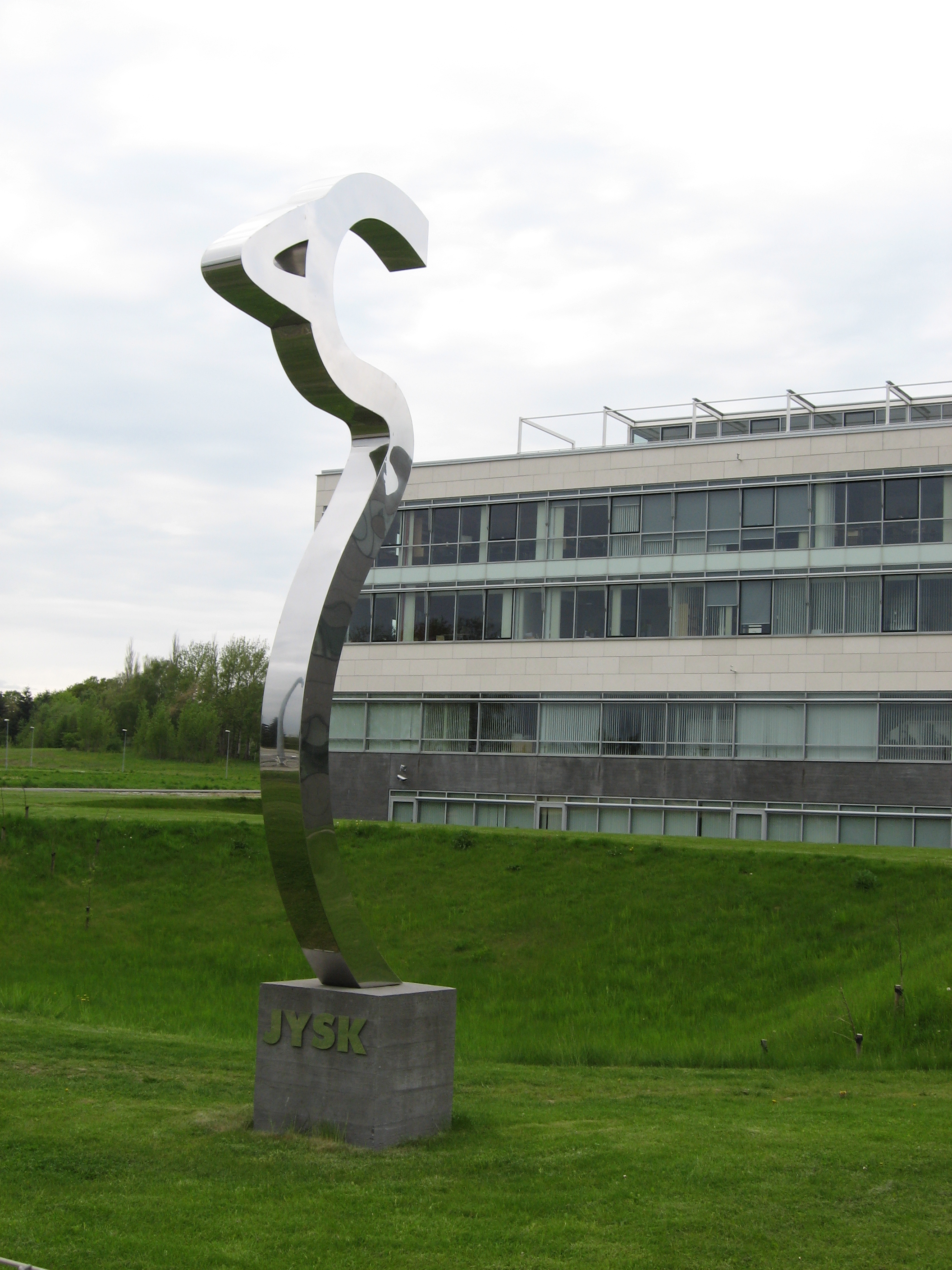
Jysk-Zentrale in Brabrand

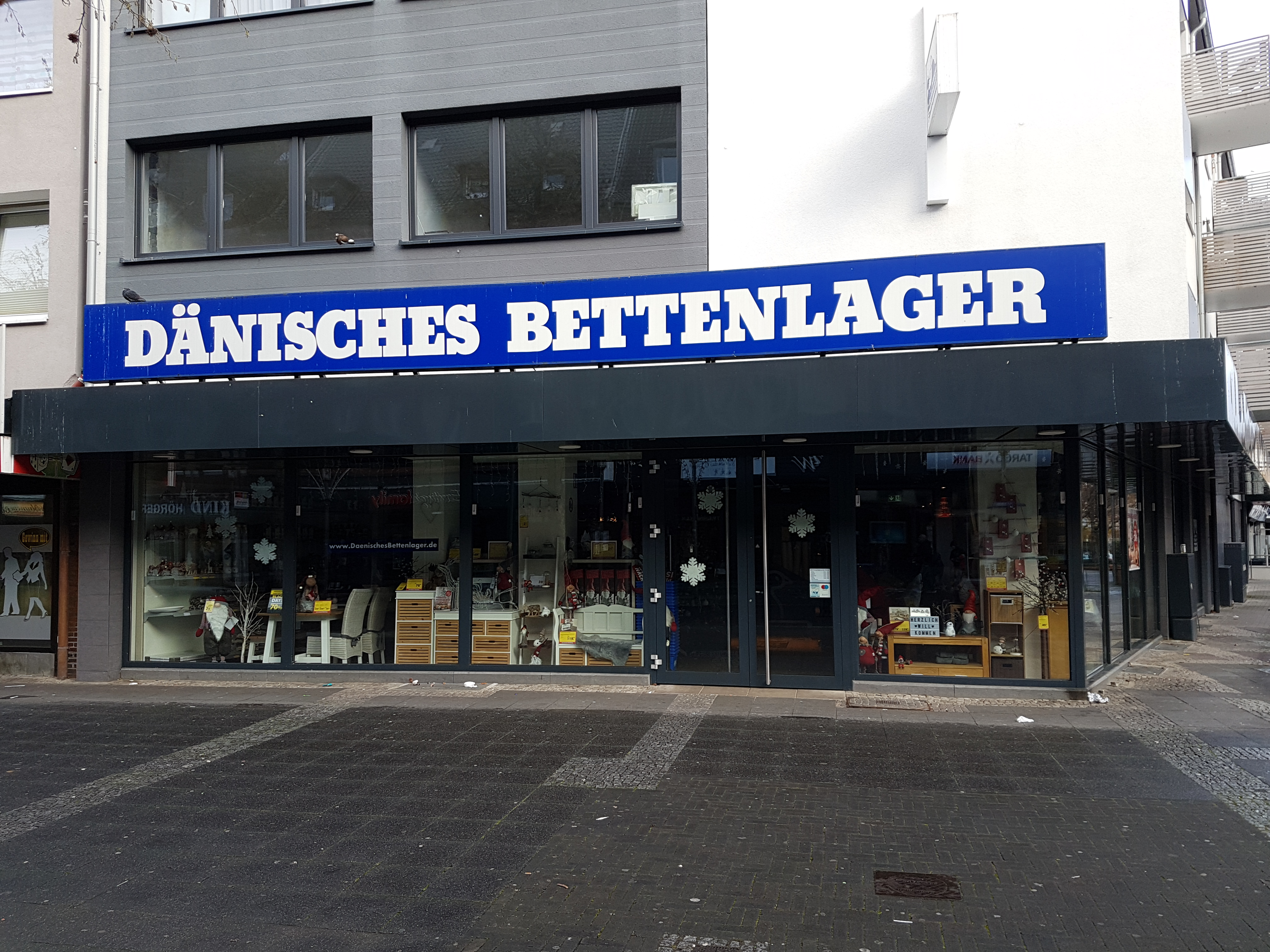
Außenansicht einer Filiale in Deutschland vor der Umbenennung zu Jysk

Am 15. März 1979 gründete der aus einfachen Verhältnissen stammende Lars Larsen das Unternehmen. Die operative Unternehmensgeschichte begann mit der Eröffnung eines Fachgeschäfts für Schlafzimmereinrichtung als Jysk Sengetøjslager (‚Jütisches Bettwäschelager‘) am 2. April 1979 in Aarhus. Larsens Geschäftsidee war es, ein Angebot von Bettzeug mit Möbeln und anderen Einrichtungsgegenständen zu kombinieren, was es bis dahin kaum gab. Larsens Unternehmen expandierte rasch und gründete bald zahlreiche Filialen.
Am 1. April 1984 wurde in Flensburg (Deutschland) das erste Dänische Bettenlager eröffnet. 1987 wurde die deutsche Unternehmenszentrale in Jarplund-Weding bei Flensburg bezogen. 1988 wurde der Sitz der Zentrale in das benachbarte Handewitt verlagert.
Am 4. April 2000 wurde in Vöcklabruck das erste Dänische Bettenlager in Österreich eröffnet. Im April 2001 wurden die dänischen, schwedischen und finnischen Filialen in Jysk umbenannt. In Deutschland und Österreich wurde die Marke Dänisches Bettenlager zunächst lange beibehalten. Neu erschlossene Ländermärkte, ob aus der Konzernzentrale in Dänemark oder der Deutschlandzentrale geführt, firmierten hingegen durchweg unter der Marke Jysk. Am 30. März 2006 wurden in Baar und Bülach die ersten Schweizer Jysk-Filialen eröffnet. 2007 erfolgte der Markteintritt in Frankreich. 2009 wurde nach Italien und Spanien expandiert. 2016 wurde die erste Jysk-Filiale in Portugal eröffnet.
Im Oktober 2020 wurden in Österreich die Filialen in Jysk umbenannt. Im September 2021 erhielten auch die deutschen Filialen den Namen Jysk.

## Struktur und Kennzahlen
2017 gab es in 48 Ländern weltweit insgesamt 2529 Jysk-Ladengeschäfte, davon 2385 konzerneigene und 144 von Franchisenehmern (Stand: 31. August 2017, Ende des Geschäftsjahres 2021/22). Die Jysk Group erlöste im Geschäftsjahr 2016/17 einen Umsatz in Höhe von 3,36 Milliarden Euro (24,97 Milliarden Dänischen Kronen – DKK). Zu diesem Zeitpunkt wurden weltweit über 22.000 Mitarbeiter beschäftigt.
Am Ende des Geschäftsjahres 2021/22 (Stand: 31. August 2022) hatte das Unternehmen in 48 Ländern weltweit 3220 Jysk-Ladengeschäfte, davon 3020 konzerneigene und 200 von Franchisenehmern. Der Umsatz betrug 36,227 Milliarden DKK (rd. 4,87 Mrd. Euro), was einem Umsatzplus von 11 % im Vergleich zum Vorjahr entspricht. In allen 48 Ländern waren zu dieser Zeit 30.000 Mitarbeiter beschäftigt. Zum ersten Mal in der Firmengeschichte erreichte die Unternehmensgruppe im Geschäftsjahr 2021/22 bei den B2B-Sales die 1-Milliarde-Dänische-Kronen-Marke.

### Jysk Group
Die Jysk Group setzt sich aus Dachgesellschaften mit Sitz in Brabrand (Stadtteil von Aarhus) zusammen:
Jysk Holding A/S
Die am 15. März 1979 gegründete Muttergesellschaft, eine Aktiengesellschaft nach dänischem Recht (A/S), erzielte im Geschäftsjahr 2016/17 einen Umsatz von 16,66 Milliarden DKK mit 9746 Beschäftigten. Lars Larsen war bis Juni 2019 Chairman of the Board der Aktiengesellschaft. Anschließend übernahm sein Sohn Jacob Brunsborg diesen Posten. Hans Henrik Kjølby ist der Chief Executive Officer.
Anpartsselskabet af 31/8 1984 II ApS
Die am 10. Juni 2016 gegründete haftungsbeschränkte Gesellschaft (Anpartsselskab, kurz Aps) verzeichnete im Geschäftsjahr 2016/17 einen Umsatz von 7,79 Milliarden DKK mit 5641 Mitarbeitern. Geschäftsführer ist Larsen.
Die Jysk Group gehört neben Unternehmen wie Bolia, Interstil und Actona zur Lars Larsen Group des Unternehmensgründers Lars Larsen. Die Lars Larsen Group erlöste im Geschäftsjahr 2016/17 einen Umsatz von umgerechnet 4 Milliarden Euro.
Organisatorisch ist die Jysk-Gruppe in drei eigenständig tätige Teilbereiche untergliedert:
Jysk Nordic
Diese Sparte ist in Nord-, West- und Osteuropa sowie China tätig. Sie umfasste 1167 Läden inklusive der 13 chinesischen Geschäfte (Stand: 31. August 2017).
Dänisches Bettenlager
Diese Sparte umfasst die 1218 Läden in Deutschland, Österreich, der Schweiz, Italien, Frankreich, Spanien und Portugal (Stand: 31. August 2017). Seit September 2021 erfolgt der Marktauftritt in allen Ländern unter Jysk.
Jysk Franchise
Die Franchising-Sparte hatte per 31. August 2017 weltweit 144 Läden.

In Deutschland sind die Dänisches Bettenlager GmbH & Co. KG (Vertrieb; Tochtergesellschaft der Anpartsselskabet af 31/8 1984 II) und die Bettenwelt GmbH & Co. KG (Einkauf und Logistik; Tochtergesellschaft der Jysk Holding) operativ tätig, beide mit Sitz in Handewitt bei Flensburg. Zunächst unter der Marke Dänisches Bettenlager, nun ebenfalls unter der Marke „Jysk“, werden von dort aus 949 Filialen in Deutschland sowie der Online-Shop www.jysk.de betrieben. Darüber hinaus weitere 269 Filialen unter der Marke Jysk in der Schweiz, Österreich, Italien, Frankreich, Spanien und Portugal samt Online-Shops für jeden Markt (Stand: 31. August 2017) Zudem steuert die deutsche Zentrale fünf Logistikzentren unter dem Namen Bettenwelt in Homberg (Efze), Kammlach, Zarrentin am Schaalsee und Valencia in Spanien.

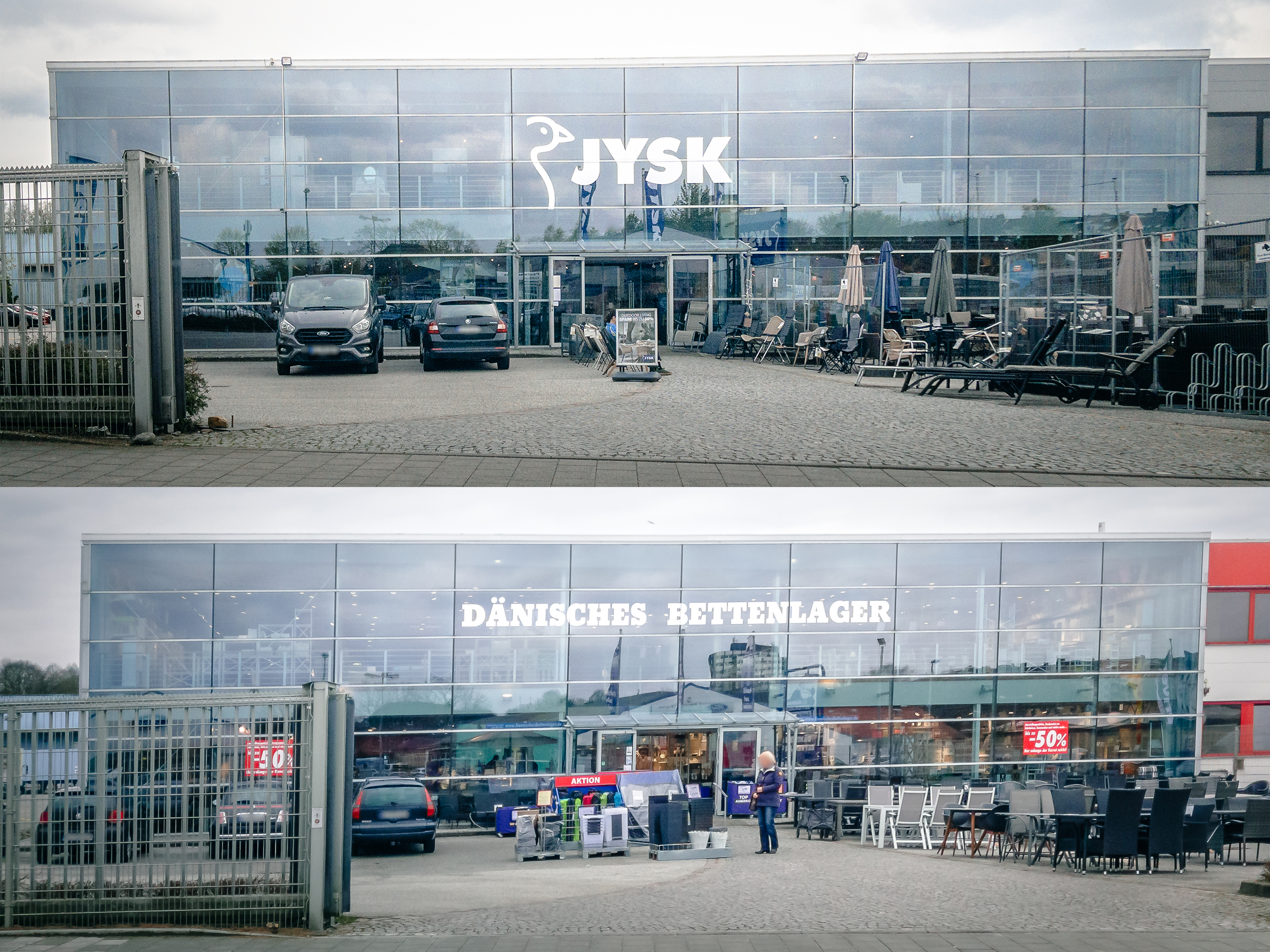
Filiale in Kiel nach und vor der Umbenennung

## Kritik
Mitte 2009 gerieten die Zentrallager des damaligen Dänischen Bettenlagers Deutschland (unter dem Namen Bettenwelt) in die Kritik von Medien. Zeitgleich mit der Schaffung einer Stabsstelle in der Internationalen Logistik und ihrer Besetzung mit einem ehemaligen Lidl-Manager wurden vermehrt Leiharbeitsunternehmen in den Zentrallagern eingesetzt. Die Leiharbeiter übernehmen größtenteils die Kommissionierarbeiten des Stammpersonals. Außerdem gibt es weiterhin in den Zentrallagern – im Unterschied zu den übrigen Konzernteilen – kein nach Tarif bezahltes Stammpersonal.
Nach Angaben des NDR waren auch im Jahr 2014 Arbeitnehmer unzufrieden mit den Arbeitsbedingungen beim Dänischen Bettenlager.

## Sponsoring
Jysk ist Hauptsponsor des Handball-Bundesligisten SG Flensburg-Handewitt.